# Rhinella hoogmoedi
Rhinella hoogmoedi е вид жаба от семейство Крастави жаби (Bufonidae). Видът не е застрашен от изчезване.

## Разпространение
Разпространен е в Бразилия (Алагоас, Баия, Еспирито Санто, Парана, Пернамбуко, Рио де Жанейро, Сао Пауло и Сеара).